# ياسر الصوفي
ياسر أمين سعيد الصوفي ، هو لاعب كرة قدم يمني يعود أصله إلى مدينة تعز اليمنية ، يلعب في مركز الوسط والطرف الهجومي. ويلعب حالياً لنادي أهلي سداب العماني.

## حياته المهنية
إضطر ياسر الصوفي الملقب بالكاسر أن يبدأ مشواره الكروي خارج بلاده اليمن بسبب الإضطرابات الحاصلة في البلاد آنذاك وفقاً لمقابلة أجريت معه على قناة السعيدة اليمنية. بعد مفاضلة الخيار الأنسب له إنضم الصوفي في عام 2018 لنادي سبارتاك تسخينفالي في الدوري الجورجي في العاصمة الجورجية تبليسي كلاعب شاب بعد تفوقه في الأكاديميات وإختبارات الأداء ولفت نظر مدربين أمثال نجم نادي ريال مدريد السابق ميشيل سلجادو.
بعد ذلك، كان الصوفي قريباً للتوقيع لنادي باتوم يونايتد التايلندي وفقاً لما نشرته مواقع قنوات الكأس الرياضية قبل أن تفشل المفاوضات بين اللاعب والنادي. وبما أنه كان لاعب يمني ينشط في أوروبا تم إستدعائه لأول مرة لمعسكر المنتخب اليمني الأول للإستعداد للمشاركة في بطولة غرب آسيا في 2019 من قبل مدرب المنتخب اليمني آنذاك الراحل سامي النعاش.
إنتقل الصوفي بعد ذلك إلى الإمارات العربية المتحدة بعد عودة النشاط الرياضي بعد جائحة كوفيد-19 للإنظمام لنادي ليوا الإماراتي في الدرجة الثانية في عام 2021. أصبح واحداً من قادة الفريق وصاحب القميص رقم 10 بعد إثبات نفسه كلاعب مهم في الفريق.
بعد أن برز الصوفي في الإمارات إنضم مؤخرا إلى نادي فحمان اليمني (بطل الدوري اليمني الممتاز) على سبيل الإعارة لتدعيم الفريق في مشاركته التاريخية الأولى من نوعها للأندية اليمنية في كأس العرب للاندية (كأس الملك سلمان للأندية) 2023. كانت هذه هي المره الأولى التي يلعب فيها الصوفي لنادي من بلاده وكانت إضافة قوية للفريق بجانب عدد من اللاعبين الجدد خاصة في مباراة نادي فحمان الأخيرة ضد نادي الاتحاد المنستيري التونسي في تونس في أبريل 2023.
في الموسم الرياضي 2024 انتقل الصوفي الى دوري الدرجة الأولى في سلطنة عمان ووقع عقد احترافي مع نادي أهلي سداب العماني. حيث أصبح أول لاعب يمني يعامل معاملة المواطن في دوري الدرجة الأولى العماني حسب التقرير الذي نشرته قناة بي ان سبورت الإخبارية عن الصوفي بعد انتقاله الى سلطنة عمان.
في نوفمبر 2024 تم استدعاء ياسر الصوفي في قائمة المنتخب اليمني للمشاركة في المعسكر التجهيزي لبطولة كأس الخليج المقامة في الكويت في نهاية شهر ديسمبر من نفس العام كأحد اللاعبين اليمنيين المحترفين خارج اليمن.

## حياته الشخصية

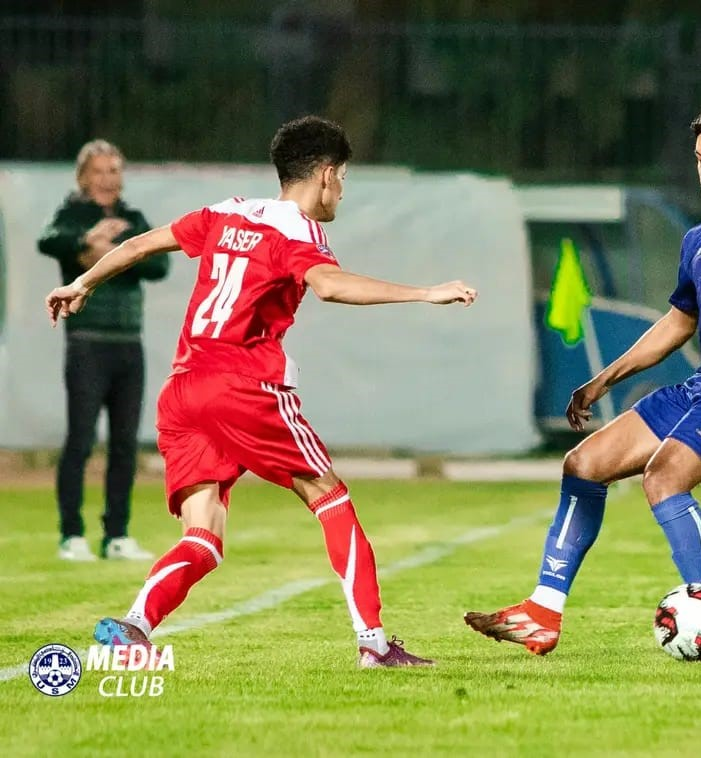
ياسر الصوفي مع نادي فحمان اليمني في كأس الملك سلمان 2023

بعد إنتهاء الصوفي من الثانوية العامه ، لم يوقف تعليمه وأستمر في المسار التعليمي بجانب ممارسة كرة القدم بشكل إحترافي. اكمل برنامجاً لتعلم اللغة الإنجليزية في المملكة المتحدة ثم حصل على درجة البكالوريوس في الإدارة متخصصة في إدارة المطارات.
وفقاً لما ذكره الصوفي في مقابلة أجراها على قناة اليمن، يفخر بأنه ولد في اليمن ثم انتقل إلى أكثر من بلد لتمثيل لاعبي كرة القدم اليمنيين بأفضل صورة ممكنة.
وفي مقابلة أخرى له أجراها باللغة الإنجليزية ، عند سؤاله عن شيء يندم عليه في الماضي ، أشار الصوفي إلى أنه يندم على عدم تواجد التوجيه الإحترافي له مبكراً للإنطلاق احترافيا في كرة القدم في عمر مبكر حيث اضطر للعمل جاهداً لشق طريق إحترافه من الصفر. قد يكون ذلك مرتبطا بتفانيه بإكمال مساره التعليمي وعدم التخلي عن التعليم للتركيز الكامل على الإحتراف الرياضي.
وذكر الصوفي في حواره لقناة الكأس القطرية بقوله "لقد بنيت نفسي من الصفر خارج اليمن بالرغم من كل العراقيل اللي اعترضتني".

## الظهور الإعلامي

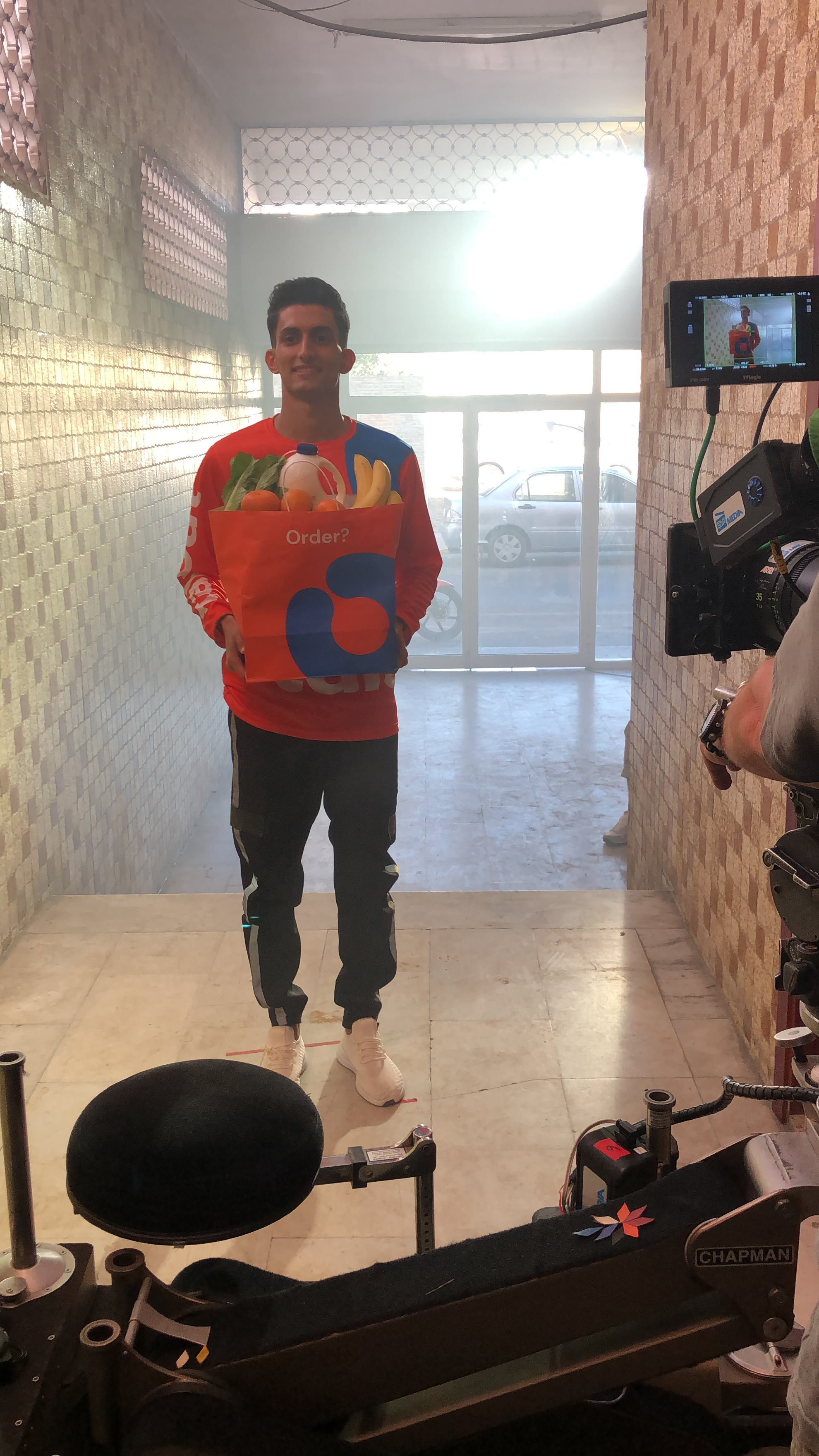
ياسر الصوفي في تصوير إعلان شركة طلبات في 2022

بجانب كرة القدم شارك الصوفي في العديد من الحملات الإعلانية والبرامج التلفزيونية أيضاً. في عام 2022 كان أحد الوجوه المميزة في الحملة الإعلانية لشركة التوصيل المشهورة طلبات في حملتهم الإعلانية مع نجم كرة القدم العالمي كرستيانو رونالدو.
كما شارك الصوفي في حملة ماكدونالدز الإعلانيه لبطولة كأس العرب 2021. كما ظهر الصوفي ايضاً في إعلان لعبة الفيديو الشهيرة وايلد ريفت في نوفمبر 2022.
خلال كأس العالم في قطر، كان الصوفي أحد الوجوه المشاركة في برنامج أصداء العالم على قناة إم بي سي المشهورة مع الإعلامي الشهير مصطفى الآغا. وظهر في جميع حلقات البرنامج طوال فترة كأس العالم بحضور العديد من المشاهير العرب.
وأيضاً كان الصوفي أحد اللاعبين والوجوه الإعلانيه لشركة كاتابولت ون المعروفة ، وارتدى جهاز تعقب اللياقة البدنية الخاص بهم (PLAYR).